# Fascismo clerical

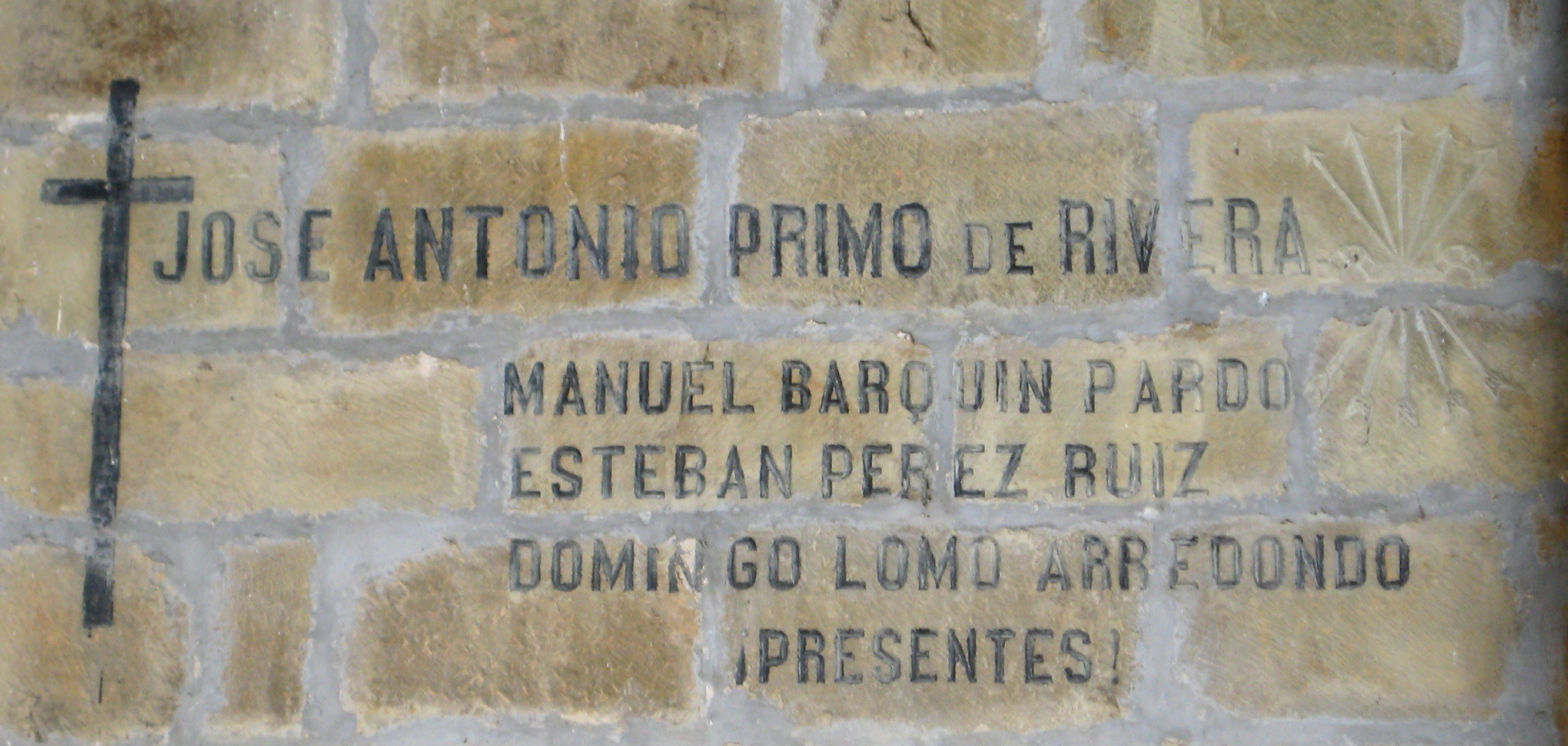
Inscripción en la Iglesia de San Miguel (Ogarrio, Ruesga, Cantabria, España).

El fascismo clerical o clerofascismo es una ideología que combina las doctrinas políticas y económicas del fascismo con la teología o tradición religiosa. El término ha sido usado para describir a organizaciones y movimientos que combinan elementos religiosos con el fascismo, al apoyo a este de las organizaciones religiosas o a regímenes totalitarios en los que el clero jugó un papel directivo. Para el fascismo clerical católico se usa a veces el término integrismo, aunque el integrismo católico tiene puntos de desacuerdo con el fascismo. También se ha denominado cristofascismo al fascismo clerical cristiano o simplemente a las posturas radicales dentro del cristianismo. Para el fascismo clerical islámico se utiliza el término de islamofascismo.

## Historia
El término fascismo clerical surgió en la década de 1920 para referirse al vínculo entre la Iglesia y el fascismo italiano. Más recientemente, el término se ha usado por historiadores como Hugh Trevor-Roper, que busca crear una tipología del fascismo, distinguiendo entre fascismo clerical y tipos más radicales de fascismo como el nazismo.

## Ejemplos
Ejemplos de dictaduras o movimientos políticos que incluyen ciertos elementos de fascismo clerical incluyen los de Francisco Franco en España (nacionalcatolicismo), António de Oliveira Salazar en Portugal, Maurice Duplessis en Canadá, Engelbert Dollfuss en Austria,  Josef Tiso en Eslovaquia, Ante Pavelić y los ustachas en Croacia, la Guardia de Hierro en Rumanía, los rexistas en Bélgica, los sinarquistas en México, y el gobierno del mariscal Pétain en la Francia de Vichy. 
El régimen de Franco en España tuvo el nacionalcatolicismo como parte de su ideología y ha sido descrito por algunos como un fascismo clerical, especialmente tras el declive de influencia de los fascistas más seculares de la Falange desde finales de la Segunda Guerra Mundial. Con la excepción del movimiento ustacha croata, se debate si algún otro movimiento político puede incluirse en esta categoría.
Algunos, como Walter Laqueur, consideran que ciertos movimientos actuales son forma del fascismo clerical, incluyendo al integrismo protestante de Christian Identity o Christian Reconstructionism en los Estados Unidos; a las formas militantes del fundamentalismo islámico politizado y al nacionalismo hindú militante de la India (Rastriya Swayamsevak Sangh y Bharatiya Janata)